# Čemernica (Ilijaš, BiH)
Čemernica je naselje u općini Ilijaš, Federacija BiH, BiH.

## Povijest
Prvi apostolski vikar u Bosni biskup fra Mate Delivić u svome izvješću iz 1737. godine naveo je mjesto Čemernica (Cermerniza) u župi Sarajevo, s 10 katoličkih kuća i 104 katolika.

## Vanjske poveznice
- Satelitska snimka  Arhivirana inačica izvorne stranice od 12. ožujka 2021. (Wayback Machine)